# Staneanți, Șumen
Staneanți (în bulgară Станянци) este un sat în comuna Vărbița, regiunea Șumen,  Bulgaria. 

## Demografie
Componența etnică a satului Staneanți
     Turci (92,84%)
     Nicio identificare (7,15%)
     Altele (0%)
La recensământul din 2011, populația satului Staneanți era de 559 locuitori. Din punct de vedere etnic, majoritatea locuitorilor (92,84%) erau turci. Pentru 7,15% din locuitori nu este cunoscută apartenența etnică.